# Elecciones generales de Japón de 1976
Las elecciones generales se celebraron en Japón el 5 de diciembre de 1976. El resultado fue una victoria para el Partido Liberal Democrático, el cual ganó 249 de los 511 escaños, pero la elección fue ensombrecida por el escándalo de los sobornos de Lockheed y se hizo popularmente conocido como la Elección de Lockheed (ロッキード選挙 rokkīdo senkyo?) (, ). A raíz de los escándalos, el PLD perdió 22 bancas, que principalmente fueron al Komeitō, y perdió su mayoría en la Cámara de Representantes por primera vez desde su fundación. Aun así, el PLD todavía fue el partido más grande en la Cámara de Representantes. La participación fue de 73.45%.
Las elecciones de 1976 fueron las únicas elecciones generales de posguerra desencadenadas por la expiración del mandato de la Cámara de Representantes; todas las demás elecciones de posguerra han sido instigadas por la disolución de la Cámara por el Gabinete.

## Resultados
| Partido                   | Partido                        | Votos      | %      | Escaños | +/-   |
| ------------------------- | ------------------------------ | ---------- | ------ | ------- | ----- |
|                           | Partido Liberal Democrático    | 23,653,626 | 41.78  | 249     | -22   |
|                           | Partido Socialista de Japón    | 11,713,009 | 20.69  | 123     | +5    |
|                           | Komeitō                        | 6,177,300  | 10.91  | 55      | +26   |
|                           | Partido Comunista de Japón     | 5,878,192  | 10.38  | 17      | -21   |
|                           | Partido Socialista Democrático | 3,554,076  | 6.28   | 29      | +10   |
|                           | Nuevo Partido Liberal          | 2,363,985  | 4.18   | 17      | +17   |
|                           | Otros partidos                 | 45,114     | 0.08   | 0       | -2    |
|                           | Independientes                 | 3,227,463  | 5.70   | 21      | +7    |
|                           |                                |            |        |         |       |
| Votos válidos             | Votos válidos                  | 56,612,765 | 98.91  |         |       |
| Votos nulos/en blanco     | Votos nulos/en blanco          | 623,857    | 1.09   |         |       |
| Total                     | Total                          | 56,612,765 | 100.00 | 511     | +20   |
| Registrados/Participación | Registrados/Participación      | 77,926,588 | 73.45  | +1.69   | +1.69 |